# Chuck Eidson
Charles Patrick Eidson Jr. (10 de octubre de 1980, Summerville, Carolina del Sur), más conocido como Chuck Eidson, es un exjugador profesional de baloncesto estadounidense cuyo último equipo fue el UNICS Kazán de la liga rusa.